# Ϣ
Cette page contient des caractères spéciaux ou non latins. S’ils s’affichent mal (▯, ?, etc.), consultez la page d’aide Unicode.
Ϣ (minuscule : ϣ), appelé chaï, est une lettre de l’alphabet copte utilisée dans l’écriture du copte, de l’ancien nubien et du nobiin.

## Représentations informatiques
Le chaï peut être représenté à l’aide des caractères Unicode (Grec et copte) suivants :
| lettres   | représentations | chaînes de caractères | points de code | descriptions                |
| --------- | --------------- | --------------------- | -------------- | --------------------------- |
| majuscule | Ϣ               | Ϣ                     | U+03E2         | lettre majuscule copte chaï |
| minuscule | ϣ               | ϣ                     | U+03E3         | lettre minuscule copte chaï |